# Pacho
Pacho es un municipio Colombia ubicado en el departamento de Cundinamarca. Forma parte de la provincia de Rionegro, de la que es su capital. Se sitúa a 88 kilómetros de Bogotá. y a 35 km de Zipaquirá. Se lo reconoce por la instalación de la primera industria siderúrgica de América del Sur y además por ser la capital naranjera de Colombia.

## Toponimia

### Origen lingüístico[3]
- Familia lingüística: Chibcha
- Lengua:Muysccubun

### Significado
El topónimo Pacho, en muysc cubun (lengua muisca), significa ‘padre bueno’. Según Joaquín Acosta Ortegón, palabra formada de pa, apócope de paba ‘padre, señor’ y cho-so ‘bueno, bien’.

### Origen / Motivación
Su nombre viene de Diego Pacho, de quien se dice fue el último cacique que gobernó la zona durante la época de la conquista española.

### Nombres históricos
- San Antonio de Pacho (1714)

## Historia

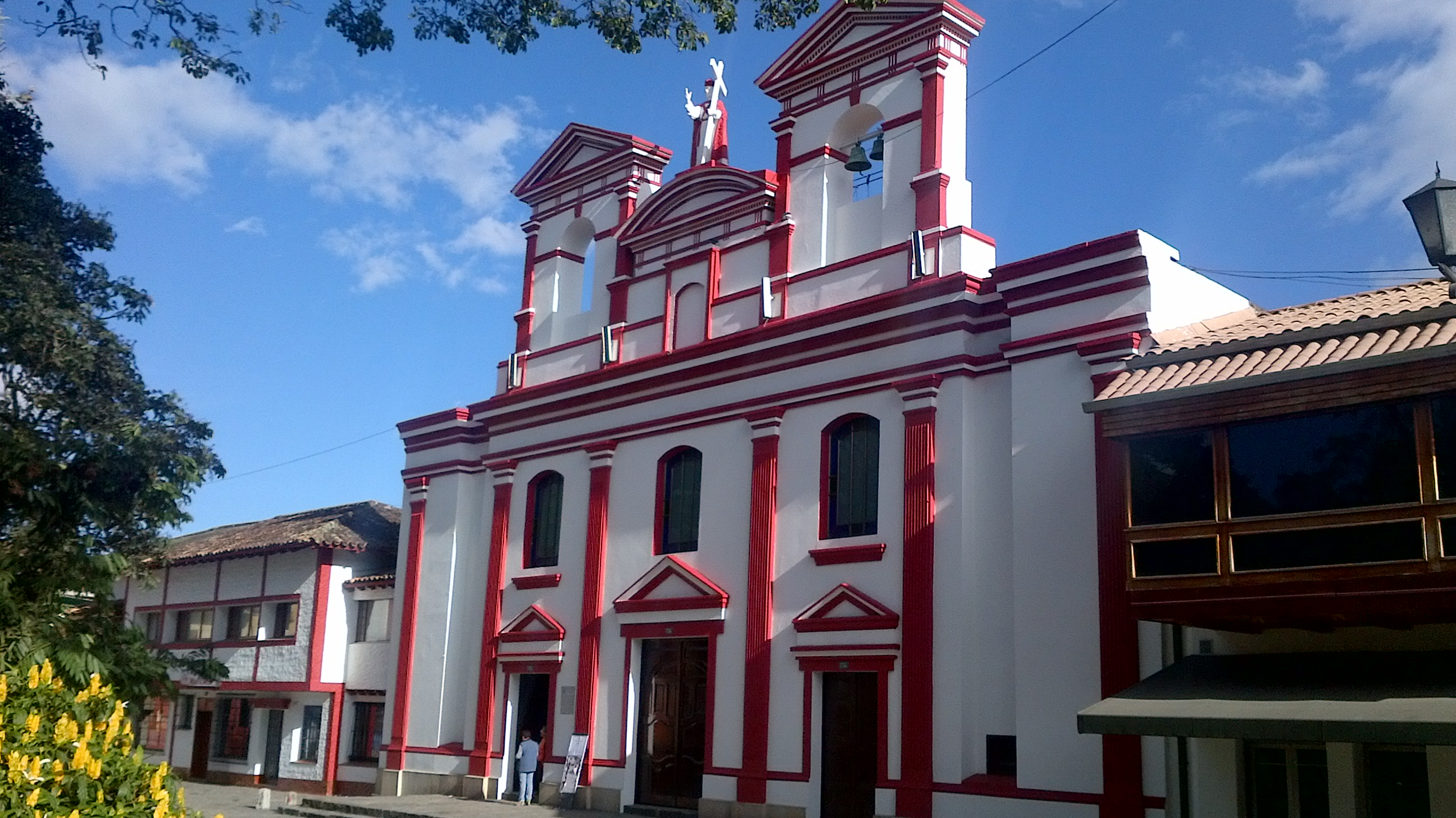
Templo Parroquial de Pacho

En la época precolombina, el territorio del actual municipio de Pacho estuvo habitado por los muiscas, cuyos Uzaques tenían el encargo de vigilar la frontera con los pueblos enemigos. El pueblo originario estaba asentado en el sitio hoy llamado Boca de Monte, de donde se trasladó por causa de un incendio. 

### Época española
El Conquistador Juan de Olmos fue encomendero de Nemocón, Tasgata, Tibito y Pacho. 
El nuevo pueblo indígena fue fundado por auto del oidor Lorencio de Terrones de 25 de agosto de 1604 en el sitio de Cusata, pero fue trasladado por el oidor Gabriel de Carvajal por auto de 19 de octubre de 1638. En 1710 se trasladó nuevamente al sitio de San Antonio, hacia la margen izquierda de río Rute, pero el caserío se incendió y la colonia se trasladó más arriba, hacia el punto hoy llamado barrio Nariño. 
El detenido estudio de la evolución histórica de la municipalidad de Pacho corre pareja al convulsionado, controvertido y muchas veces azaroso desenvolvimiento administrativo de Cundinamarca y de Colombia. Las medidas que han afectado su naturaleza o ubicación dentro de la administración pública, dependen de los acontecimientos, leyes y determinaciones de los gobernantes departamentales o nacionales. Desde 1714 Pacho figura como Parroquia o sitio de libres, más tarde, como Población o Partido del Corregimiento de Zipaquirá, del Virreinato de Santafé o del Nuevo Reino de Granada creado según la Real Cédula de Segovia del 27 de mayo de 1717 por el rey de España Felipe II.  
En 1778 se adjudicó la reconstrucción de la iglesia a Francisco González. El actual pueblo se formó a raíz del incendio, en el sitio que hoy ocupa donde se trasladó en 1807, año en que fue erigido en municipio. El nombre de Pacho fue inscrito en el movimiento de los comuneros por un contingente de 400 hombres organizado allí el 25 de mayo de 1781 bajo el mando del capitán Javier Florido.

### Macario Rojas, primer alcalde de Pacho y prócer de la Independencia
Durante su administración se asentó definitivamente Pacho en el lugar que hoy ocupa. Ese mismo año de 1807 es nombrado párroco de Pacho el Padre Lucas Gómez de Quevedo y luego siendo su primer alcalde Macario Rojas.
Macario Rojas se destacó en los comienzos del siglo XIX en tertulias literarias y representaciones escénicas en compañía de destacados intelectuales de Santa Fe, según se desprende de la lectura del diario de José María Caballero: “… 1804. Septiembre. El 22 se representó en La Candelaria una comedia titulada “Oponerse a las estrellas” y otra el 26, titulada “El José de las mujeres”, en celebración del capítulo provincial, representada por los sujetos siguientes, todos de fuera del convento, con sus correspondientes sainetes y loas: don Nicolás Ramírez, Gil o Félix Torres, José María Caballero, Luciano Serrano, José Antonio Rodríguez y su hermanito Pantaleón Rodríguez, Javier Heras, Nicolás Parada, Macario Rojas, Juan Monsalve y Joaquín Camacho.”
La invasión que efectuó el español Juan Sámano de la Provincia de Popayán con miras a la reconquista de Santa Fe, trajo como consecuencia la Declaración de la independencia absoluta de Cundinamarca y la Campaña de Antonio Nariño en el Sur. Los patriotas hicieron esfuerzos gigantescos para equipar una expedición que estuvo integrada sobre todo por tropas de Cundinamarca, el Socorro y Neiva. Nariño, investido con el título de Teniente General del ejército de Cundinamarca partió al sur. Macario Rojas acude al llamado de la patria, empuña las armas republicanas y participa con el grado de oficial en la Campaña del Sur acompañando a Nariño. Esto se comprueba con la lectura del diario: “… 1813. Septiembre. En este día salió otra expedición para Popayán, a las 11, compuesta de todos los cuerpos. Salieron 200 hombres y llevaron la bandera nueva que se bendijo en San Agustín el día 31 del próximo pasado. Fue de cirujano el padre Macario, de San Juan de Dios; de comandante Salcedo, capitán graduado de Teniente Coronel de Milicias; fue Macario Rojas de subteniente y de teniente Nicolás Sarmiento.”
En la Campaña del sur ofrendaron su vida valerosos patriotas luchando contra el yugo español. Antonio Nariño fue hecho prisionero y llevado a Pasto. Macario Rojas murió en la acción de Las Cebollas en los Ejidos de Pasto según Carta de Miguel José Montalvo al General José Ramón de Leyva . Casa Museo del 20 de julio. Sala Nariño: “… Se me olvidaba decir a Ud. que en la acción de Las Cebollas nos mataron al Capitán Bonilla, al Teniente D. Macario Rojas, al Teniente Molina de Buga, …”.

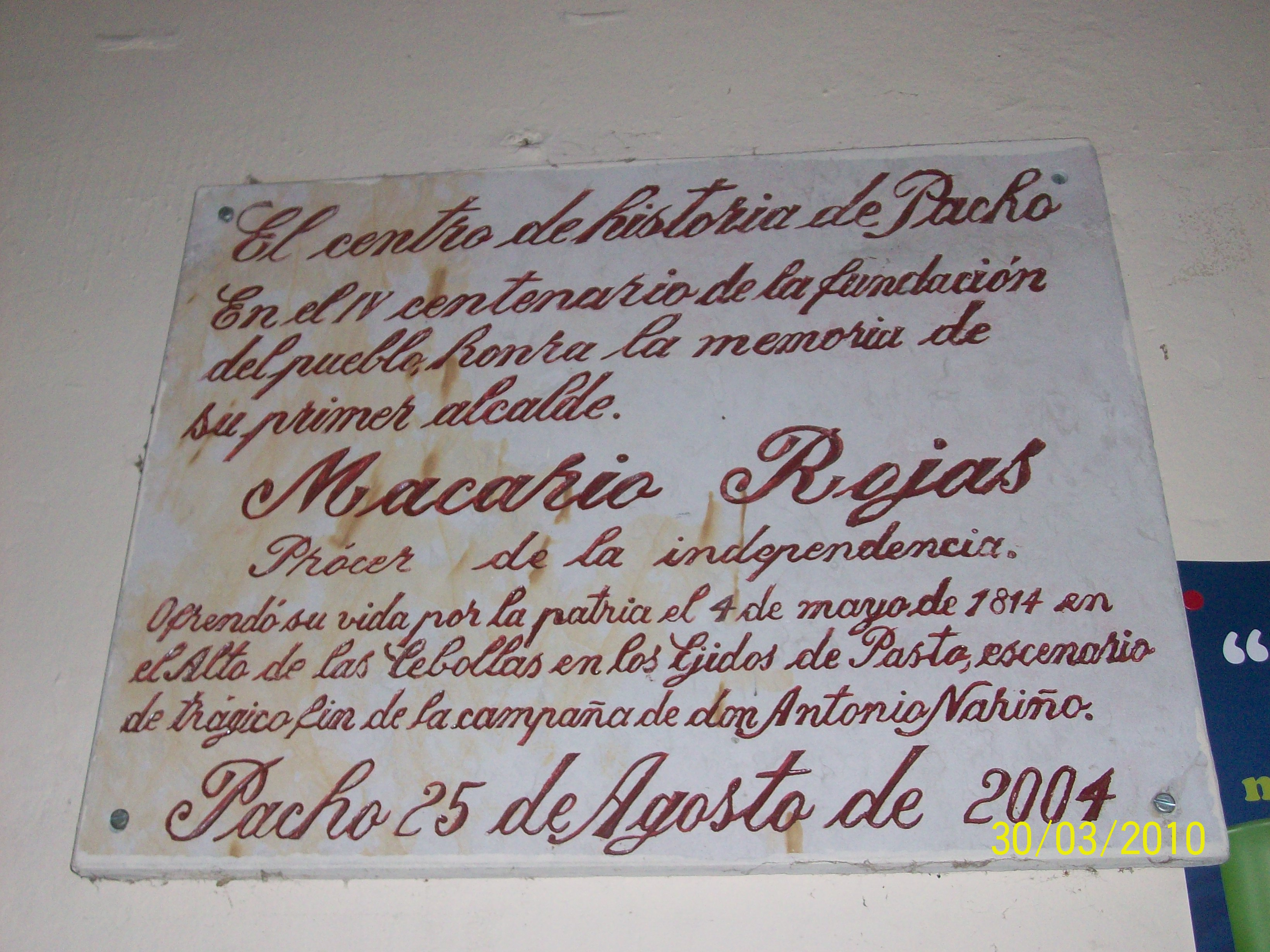
Placa en honor de Macario Rojas, primer alcalde de Pacho.

Existe la posibilidad de que, siendo compañero inseparable de Antonio Nariño, Macario Rojas tuvo la oportunidad de informar al Precursor sobre las riquezas naturales y belleza del pueblo del que fue alcalde en 1807 y por esto Nariño manda a Jacobo Wiesner a Pacho a buscar plomo para la guerra en su Campaña del Sur. Así lo deduce el doctor Guillermo Ruiz Lara en el Prólogo de su libro Pacho, tierra de esperanza: “… y aquí si comienza nuestra historia: los pachunos de esa época fueron partidarios de don Antonio Nariño, acaso encabezados por Macario Rojas – su primer alcalde – tan ferviente nariñista que siguió a campo traviesa a don Antonio como oficial de su ejército en la desgraciada Campaña del Sur, para dejar sus huesos en Tacines o en los éjidos de Pasto. Pues bien, seguramente por sugestión de Rojas, o de alguno de sus seguidores políticos, Nariño tuvo conocimiento de los yacimientos …”.
Para destacar el valor de nuestro primer alcalde y su patriotismo, el Centro de Historia de Pacho coloca una placa en la Casa de Gobierno que será develada el 25 de agosto de 2004 con motivo de la celebración del cuarto centenario de nuestra fundación. La placa dice así: “El Centro de Historia de Pacho, en el IV Centenario de la fundación del pueblo, honra la memoria de su primer alcalde Macario Rojas, Prócer de la independencia. Ofrendó su vida por la Patria el 8 de mayo de 1814 en el Alto de las Cebollas en los Ejidos de Pasto, escenario del trágico fin de la Campaña de don Antonio Nariño. Pacho, 25 de agosto de 2004.

### Después de la independencia
Manuel Núñez de Balboa, corregidor del partido de los Panches y creador del servicio de correos de la provincia de la Palma, el 1 de diciembre de 1808 propuso establecer un estatuto para llevar el correo de Pacho a Zipaquirá, lo que fue aprobado. Se dice que el libertador Simón Bolívar estuvo en Pacho y se hospedó en la hacienda "San Miguel" y que en un libro de la casa cural dejó un escrito.
El 12 de julio de 1840 otro incendio arrasó varias casas pajizas del poblado, a raíz de lo cual se prohibió lo sucesivo este tipo de vivienda. En Pacho murió el 4 de diciembre de 1900 el presidente Don Aquileo Parra, en una casa cercana a la Ferrería. La casa municipal fue terminada en 1906, fue iniciada por el alcalde Adonías Gómez en 1892 sobre planos de Don Nicolás Barragán. 
El 8 de marzo de 1889 se inauguró el primer hospital, fundado por Acuerdo del concejo n.º 20 de 31 de mayo de 1981, fundado por Isaías Luján, Luciano Barragán y Florentino Molano. El 8 de octubre de 1901 el general Max Carriazo se tomó la plaza de Pacho. El 11 de julio de 1975 se inauguró la piscina olímpica. En mayo de 1972 se hundió una extensa área de la población a ambos lados del río por causa de las crecientes su cauce se ha ido profundizando. 
En una cueva del Cerro del Santuario fue descubierto en 1925 un tejo de sílice que llamó el "Disco de Pacho", alrededor del agujero central, por ambas caras está grabado un sol radiado y varias figuras humanas por una cara y por la otra aparece el sol entre cuatro ríos o caminos, y en la parte superior un diseño de la Torre de los Indios. Esta reliquia se encuentra en el Museo Etnológico de México.
Durante la revolución de 1876, en Pacho se formó una guerrilla comandada por Martiniano Rodríguez, Alejandro Bustos, Rugerio Coronado y Rafael Forero que el 22 de abril de 1872 por los lados de La Palma (Cundinamarca). Esta guerrilla combatió contra una tropa gobiernista a la que derrotó.
En la Guerra de los Mil Días una guerrilla liberal al mando de Cornelio Correa, Leovigildo Hernández y Pedro Sánchez se tomó a Pacho y posesionada de la hacienda del general Cornelio Correa. Allí se reorganizó en tres escuadrones que a órdenes de los generales Ramón Neira y Soler Martínez marcharon a Chiquinquirá para unirse a las tropas del General Uribe Uribe.
Pacho es la cuna de la industria siderúrgica colombiana, el precursor fue Sir Robert Henry Bunch Woodside  quien trajo al país numerosos mineros.

## División político-administrativa
Además de su cabecera municipal. Pacho tiene constituido el corregimiento de Pasuncha.
El municipio está dividido en 72 veredas, convirtiéndose así en uno de los municipios con más veredas del departamento de Cundinamarca.  
- Aguachentales
- Aguas Claras
- Algodonales
- Alto Yasal
- Bajo Pasuncha
- Bajo Yasal
- Balconcitos
- Bermejal
- Canadá
- Capitán
- Caquian
- Cerro Negro
- Compera
- Cucharal
- El Bosque
- El Cabrero
- El Carbón
- El Fical
- El Florido
- El Gavilán
- El Hatillo
- El Nudillo
- El Palmar I
- El Palmar II (Pasuncha)
- El Pencil
- El Piñal
- Guayacán
- Hato Viejo
- La Bruja
- La Cabrera
- La Cuesta
- La Esmeralda
- La Gaita
- La Hoya
- La Laguna
- La Máquina
- La Mona
- La Ramada
- Las Águilas
- Las Huertas
- Las Lajas
- Las Pilas
- Limoncitos
- Llano de La Hacienda
- Llano del Trigo
- Loma Alta
- Manantial
- Marcos Tunja
- Mesetas
- Monte Verde
- Mortiño Occidental
- Mortiño Oriental
- Negrete
- Pajonales
- Pan de Azúcar
- Panamá
- Patasia
- Primavera
- Quebrada Honda
- Sabanillas
- San Jerónimo
- San José
- San José de la Gaita
- San Miguel
- Santa Inés
- Santa Rosa
- Santuario
- Serrezuela
- Timana
- Venadillo
- Veraguas
- Yayata

## Geografía

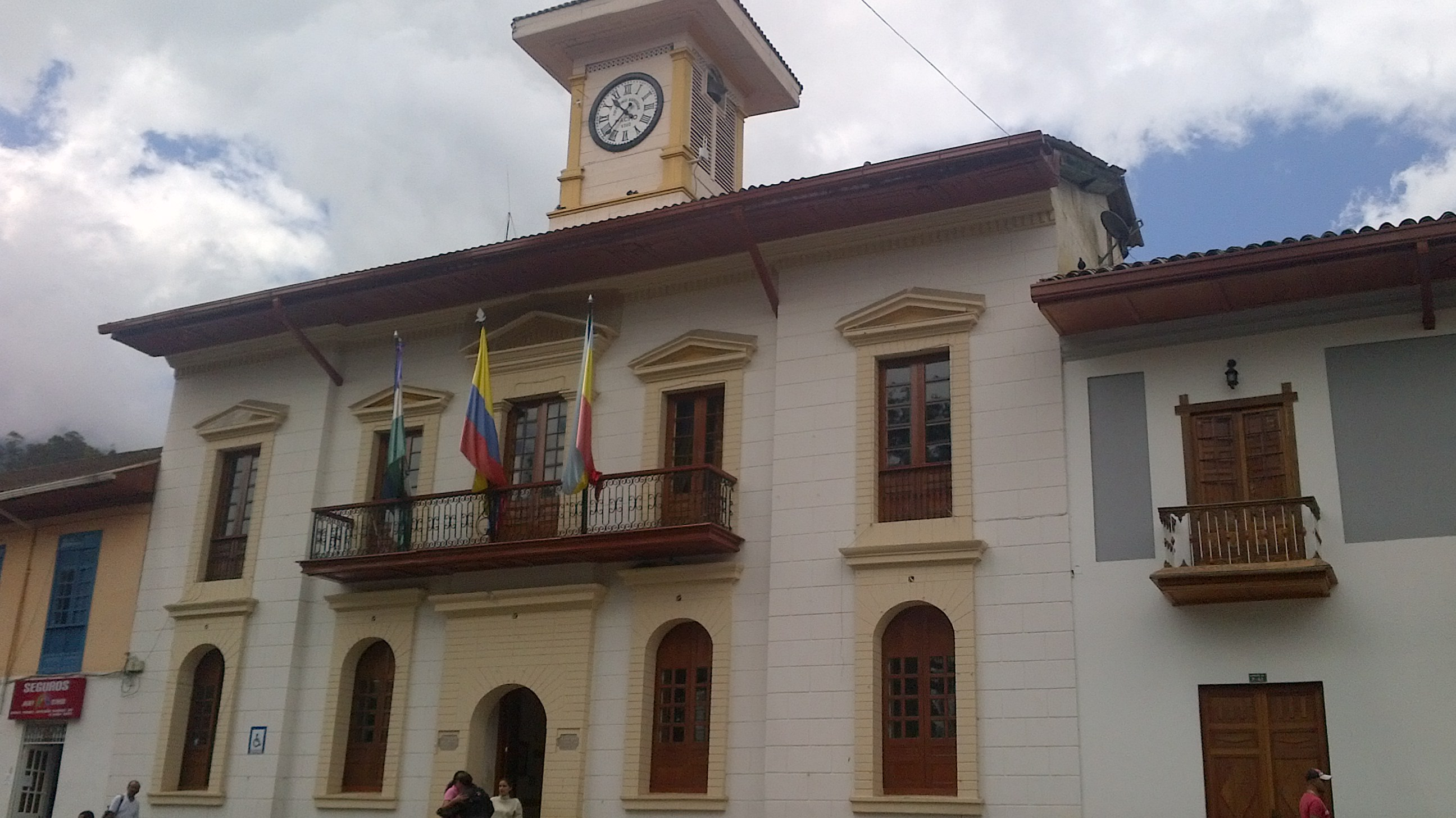
Alcaldía Municipal.

### Límites Municipales
| Noroeste: Villagómez Topaipí | Norte: San Cayetano | Nordeste: Tausa    |
| Oeste: El Peñón              |                     | Este: Cogua        |
| Suroeste: Vergara Supatá     | Sur: Subachoque     | Sureste: Zipaquirá |

### Clima
Presenta 3 pisos térmicos en todo su territorio, el casco urbano presenta un clima medio con temperaturas que van desde los 14 °C hasta los 25 °C 
Hacia el noroeste es más lluvioso y más cálido. Caen en el casco urbano aproximadamente 1400 mm anuales. 

### Ecología
En Pacho existe el árbol nativo, "Pino Romerón" (Retrophyllum rospigliosii) es el único pino nativo de Colombia. Su corteza es escamosa, de color grisáceo o pardo amarillento. Su copa es grande e irregular, de hojas alternas y espiradas. Sus frutos son cónicos y de color verde. Crece hasta 25 m de altura desde los 2500 m s. n. m. en adelante se encuentra en las riberas de quebradas y se ha utilizado para protección de cuencas hidrográficas. Su madera es aprovechada para carpintería, construcciones, ebanistería, postes, y tableros enchapados.
También esta Odontoglossum crispum (crespo Odontoglossum ) flor nativa del municipio, es una epífita de orquídeas. Se considera por muchos como la más bella orquídea de todas, pero es también una de las más difíciles de cultivar
|                                                   |
| Vegetación, Vereda Bermejal, Pacho, Cundinamarca. |

|  |
|  |

|  |
|  |

|  |
|  |

|  |
|  |

|                       |
| Rosa, Vereda Bermejal |